# Flat white

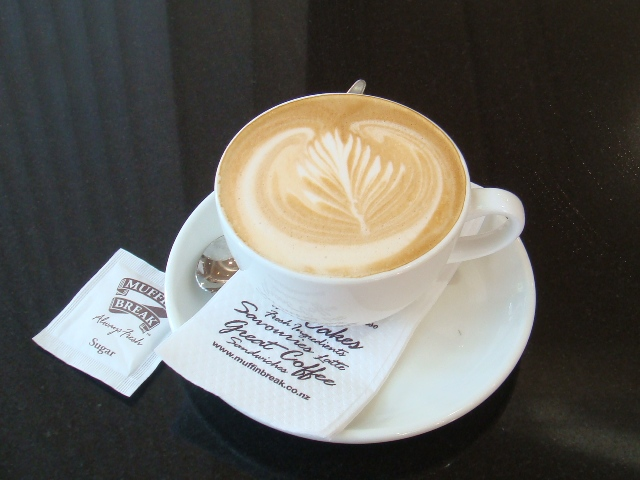
Een flat white met latte art.

Een flat white is een koffiebereiding, gemaakt van een dubbele espresso met gestoomde, schuimende melk. Het melkschuim is fijn van structuur en glimt daardoor. Bovendien is het stevig genoeg om langdurig te blijven bestaan op de warme drank. Het is vergelijkbaar met een latte macchiato, maar heeft een kleiner volume dan de latte macchiato doordat er minder melk is toegevoegd. De verhouding is één derde melk en twee derde espresso.  

## Bereiding
Gewoonlijk wordt een flat white geserveerd in een wat wijder kopje met schotel. Eerst wordt de melk vers opgeschuimd waarna deze aan de dubbele espresso in het kopje wordt toegevoegd. De term 'flat' white slaat op de relatief dunne laag schuim die geserveerd wordt. Bij een cappuccino is de laag melkschuim veel dikker.

## Oorsprong
Er is een meningsverschil over de oorsprong van deze koffiebereiding, die volgens sommigen ligt in Australië volgens sommigen in Nieuw-Zeeland.